# Walderdorff (Adelsgeschlecht)

Stammwappen derer von Walderdorff

Walderdorff ist der Name eines alten rheinischen Adelsgeschlechts. Die Familie, deren Zweige zum Teil bis heute bestehen, gehört zum rheinländischen Uradel. Seit dem 17. Jahrhundert ist sie auf Schloss Molsberg im einstigen Herzogtum Nassau ansässig.
Angehörige des Geschlechts gelangten später auch in Hessen, Franken und in den Königreichen Preußen und Bayern zu Besitz und Ansehen. Seit dem 19. Jahrhundert ist die Familie auch in der Oberpfalz begütert.

## Geschichte

### Herkunft
Umstritten ist die Ersterwähnung des Familiennamens. Ein in der älteren Forschung für 1198 in einer trierischen Chronik erwähnter Gottfridt von Walderdorff, kann heute nicht mehr nachgewiesen werden. Bei Gottfried handelt es sich um einen Leitnamen der Familie. Erstmals urkundlich erwähnt wird im Jahre 1211 Gerlach von Walderdorff. Die ununterbrochene Stammreihe beginnt mit Gottfried von Walderdorff, der von 1315 bis 1325 in Urkunden genannt wird.
Wallendorf, das Stammhaus des Geschlechts, gehört heute zu Beilstein, Ortsteil der Gemeinde Greifenstein im Lahn-Dill-Kreis in Hessen. Es ist der älteste Ortsteil von Beilstein und erscheint bereits im Jahre 774 erstmals urkundlich. Nahe dem Ort Driedorf soll sich die Stammburg der Walderdorff befunden haben. Die Schreibweise des Namens variiert von Walderdorff, Walderdorf, Waldendorf, Walderndorf, Wallendorf bis zu Wallerdorf.

### Ausbreitung und Besitzungen
Gottfried erhielt 1325 ein Burglehen in Montabaur. Im Verlauf des 14. Jahrhunderts dehnten sich die Besitzungen der Familie vor allem nach Süden und Osten aus, bis in den Taunus. Im 15. Jahrhundert kam Streubesitz bis in die Wetterau und den Rheingau dazu. Die Familie gehört heute der Rheinischen Ritterschaft an.
Nach Kneschke kam das Gut Wallendorf im Westerwald 1315 als Wittum in den Besitz der Walderdorff. Nach häufigen Fehden mit den Grafen von Nassau mussten Angehörige der Familie 1353 alle Güter von den Nassauern zu Lehen nehmen. Nach der Reformation siedelten sich verschiedene Zweige vor allem am Rhein an, zunächst in der Gegend von Limburg an der Lahn und später in der gesamten Grafschaft Limburg. Von dort aus gelangten die Walderdorff bis nach Franken und an die Bergstraße. Sie konnten Besitz in Hessen, Nassau und in der späteren Rheinprovinz erwerben.
In der zweiten Hälfte des 17. Jahrhunderts kam auch die reichsunmittelbare untere Herrschaft Isenburg, gemeinschaftlich mit dem Haus Wied, in den Familienbesitz der Walderdorff. Nach dem Tod des Grafen Ernst zu Ysenburg und Grensau 1664 zog der Abt von Fulda die von seinem Stift zu Lehen gehende Halbscheid des Hauses Isenburg mit seinen Zugehörungen ein und belehnte damit 1666 zu gesamter Hand den Grafen Ludwig Friedrich zu Wied und die Brüder und Freiherren Wilderich (* 1617; † 1680), Johann Philipp, Georg Friedrich und Emmerich Friedrich von Walderdorff.
Ebenfalls im 17. Jahrhundert konnte die Herrschaft Molsberg mit Schloss Molsberg in Nassau, einst Sitz eines dynastischen Geschlechts, erworben werden. Mit Molsberg erhielt die Familie eine eigene Unterherrschaft auf kurtrierischem Gebiet, die sie in den folgenden Jahrhunderten kontinuierlich durch Gebietserwerbungen ausweitete. Gut und Schloss Molsberg sind bis heute Sitz der Familie geblieben.
Ferner tragen ausgedehnte historische Stadtgüter den Namen Walderdorff im Namen, unter anderem der Walderdorffer Hof in Limburg an der Lahn (von 1540 bis 1989 im Besitz der Familie), der Walderdorffer Hof am Karmeliterplatz in Mainz, welcher nach Kriegszerstörung 1974/75 verändert wiederaufgebaut wurde, der Walderdorffer Hof in Bensheim (1580–1630 im Besitz) und das vom Trierer Erzbischof Johann IX. Philipp von Walderdorff als Dompropstei erbaute Palais Walderdorff in Trier.
Bis zum frühen 18. Jahrhundert gehörten die Herren von Walderdorff auch zur Reichsritterschaft im Ritterkanton Odenwald des fränkischen Ritterkreises.

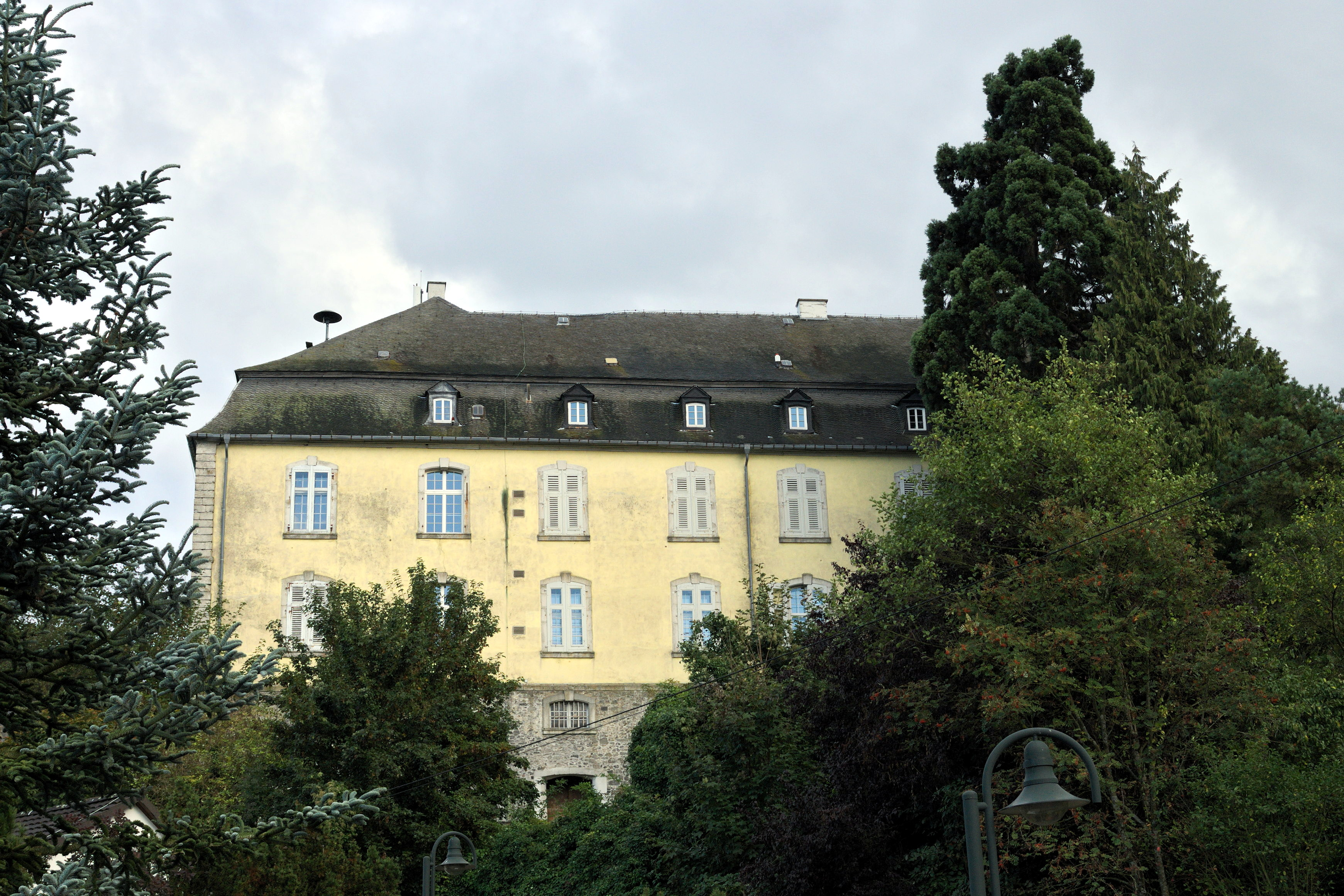
Schloss Molsberg, Westerwald
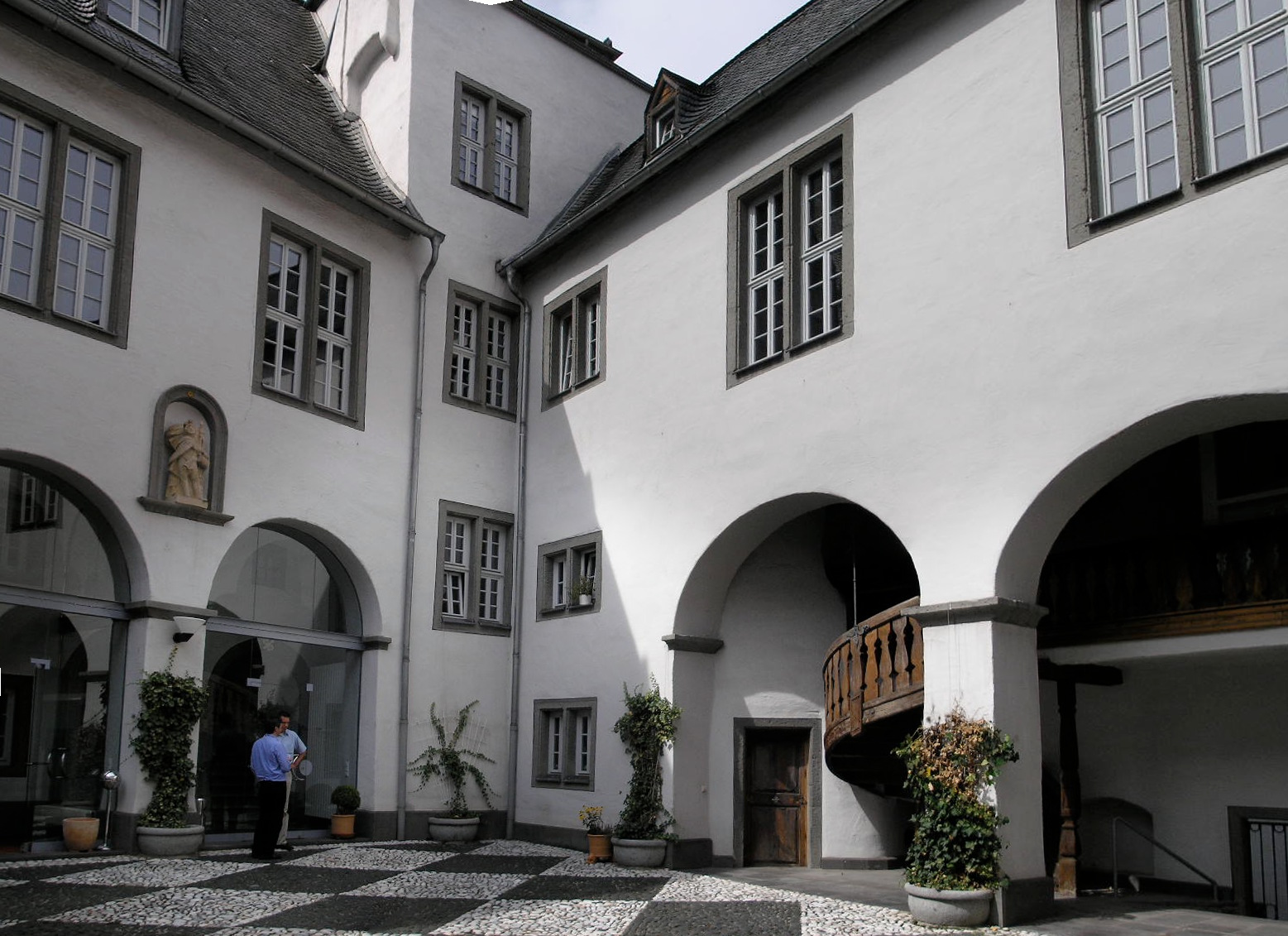
Walderdorffer Hof in Limburg an der Lahn
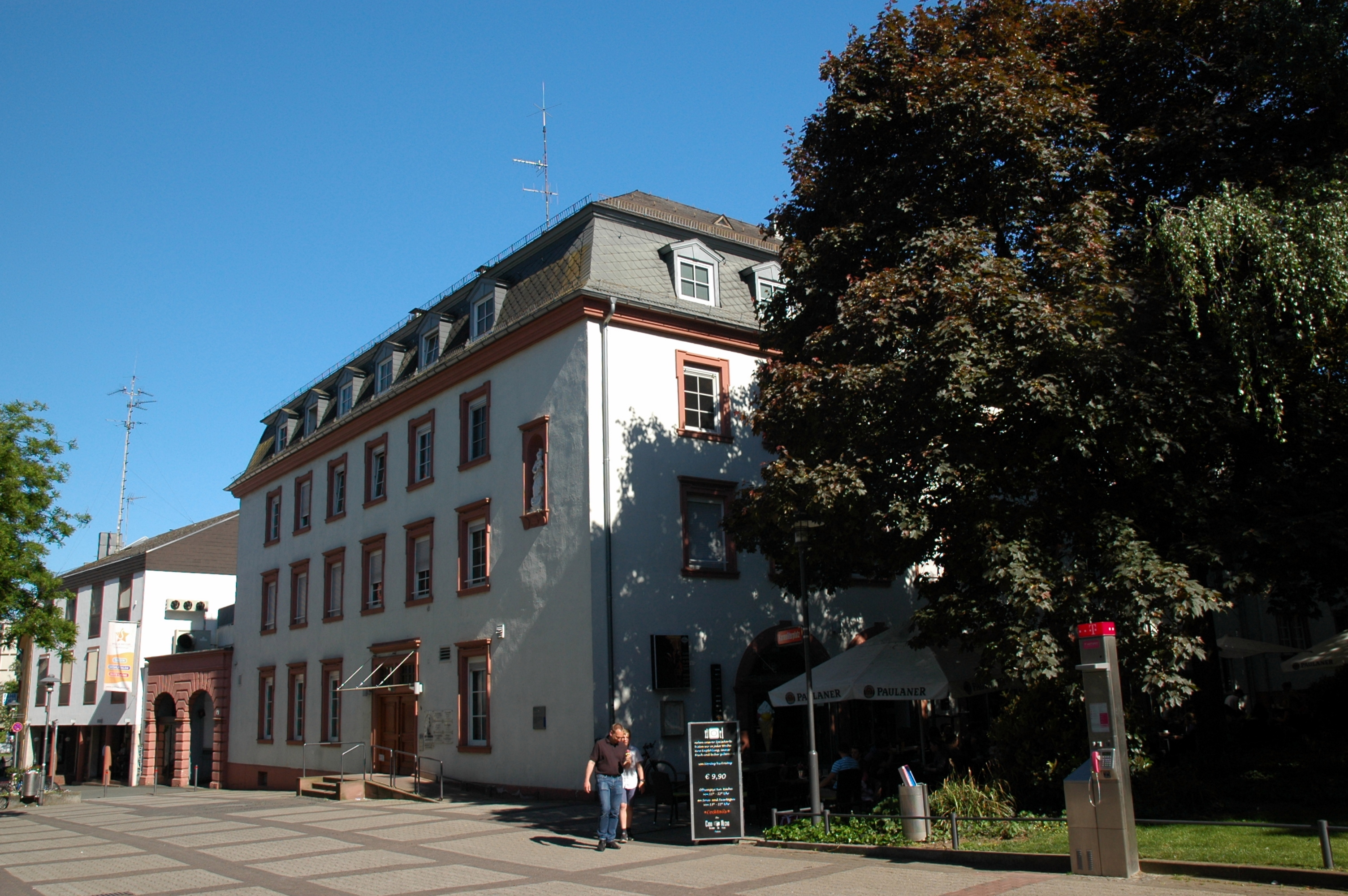
Walderdorffer Hof in Mainz
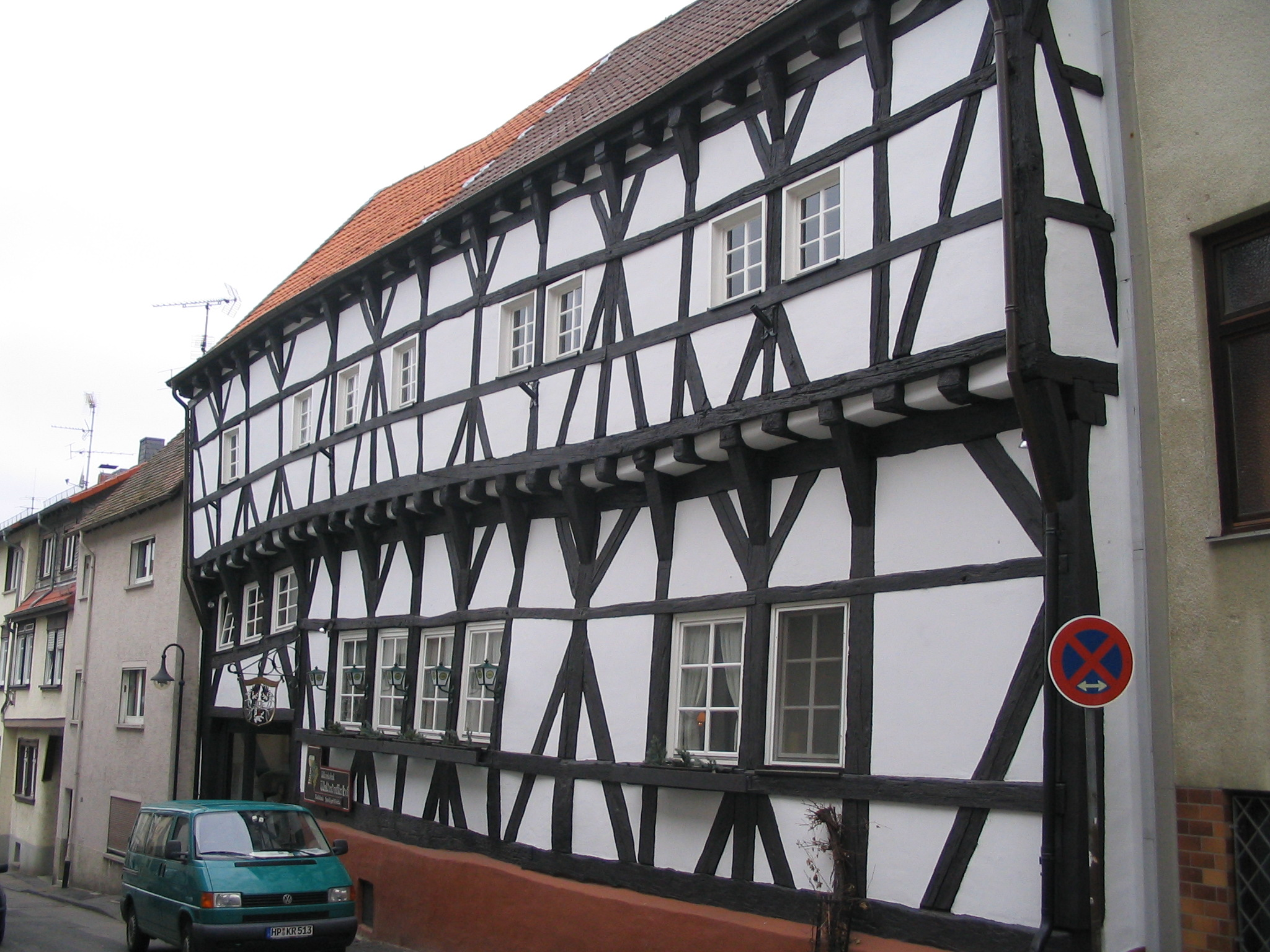
Walderdorffer Hof in Bensheim
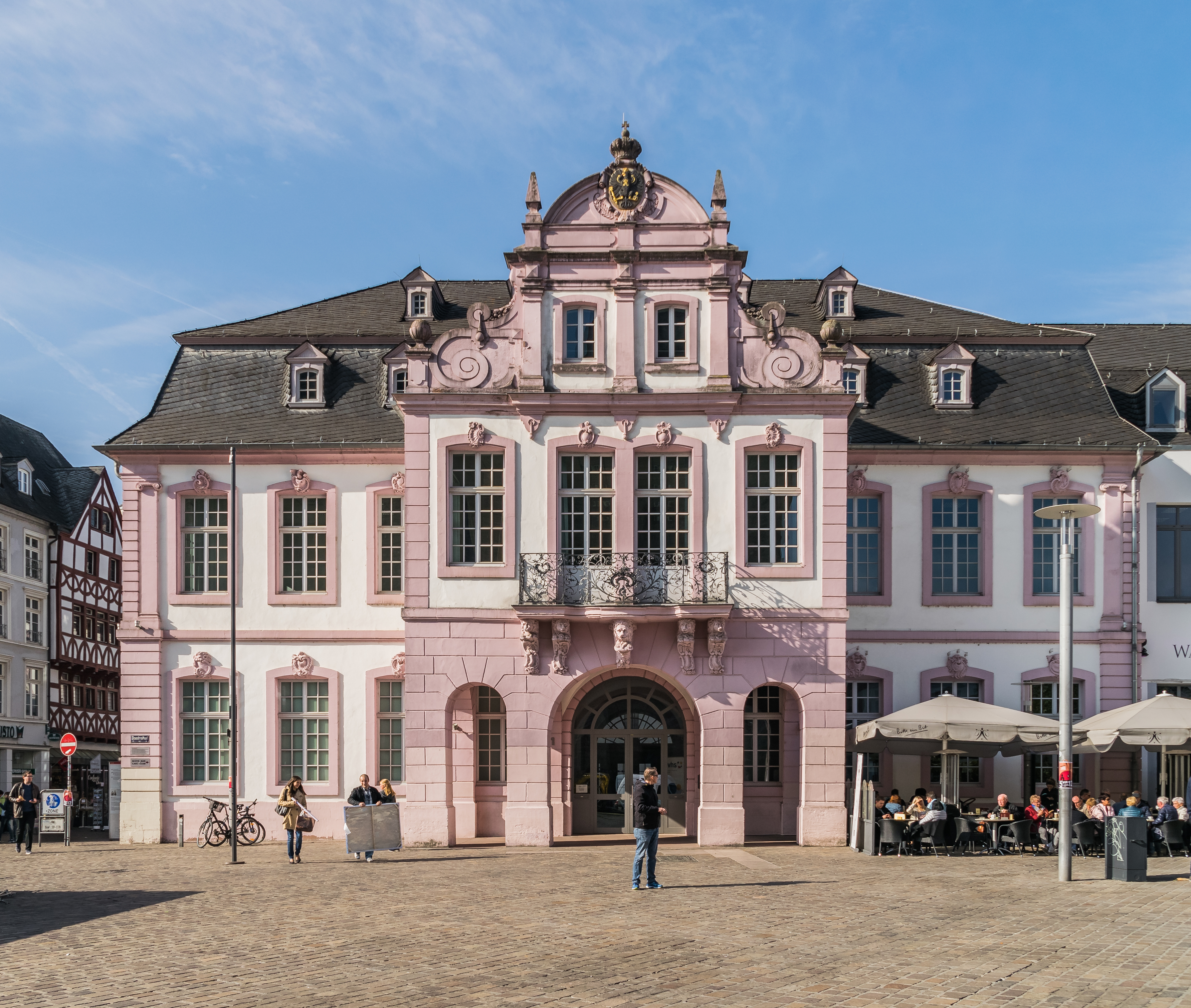
Palais Walderdorff in Trier

### Bischöfe
Der erstgenannte Wilderich, Generalvikar von Mainz und kurmainzischer Geheimrat, spielte bei der Wahl von Kaiser Leopold 1658 eine bedeutende Rolle. Er wurde später zum Reichsvizekanzler berufen und wurde mit seinen Brüdern in den Reichsfreiherrenstand erhoben. Er starb 1669 als Erzbischof von Wien. Johann Philipp Freiherr von Walderdorff (* 1701; † 1768) wurde Domdechant und Koadjutor des Erzstifts Trier. Er erhielt 1754 von Kaiser Franz Stephan die Fürstenwürde mit dem Titel „Fürst von Prüm“. 1756 wurde er Erzbischof und Kurfürst von Trier und 1763 zugleich Bischof von Worms. Adalbert von Walderdorff (getauft Philipp Wilhelm) (* 1697; † 1759) war von 1757 bis 1759 Fürstbischof von Fulda. Philipp Franz Wilderich Graf von Walderdorff (* 1739; † 1810), war der letzte Fürstbischof von Speyer (erwählt 1797), bis zur Säkularisation im Jahre 1802.

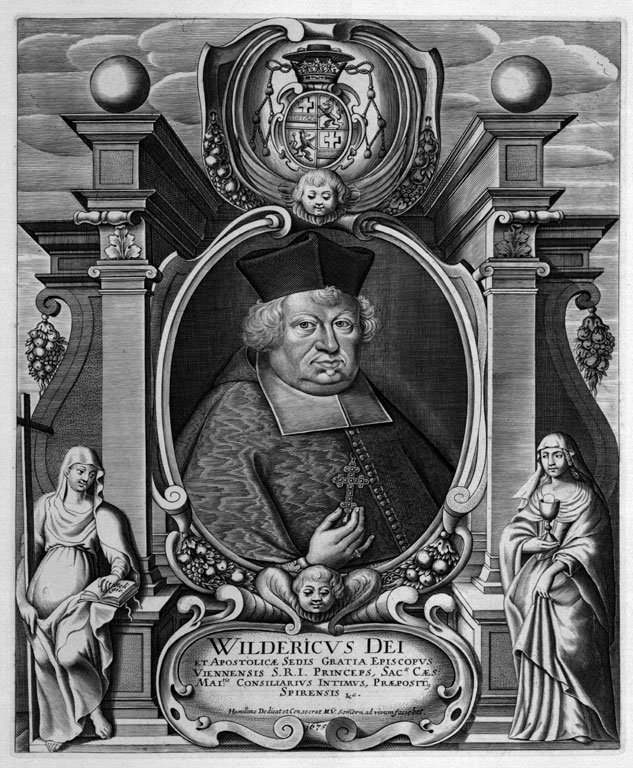
Wilderich von Walderdorff (1617–1680), Reichsvizekanzler, später Fürsterzbischof von Wien
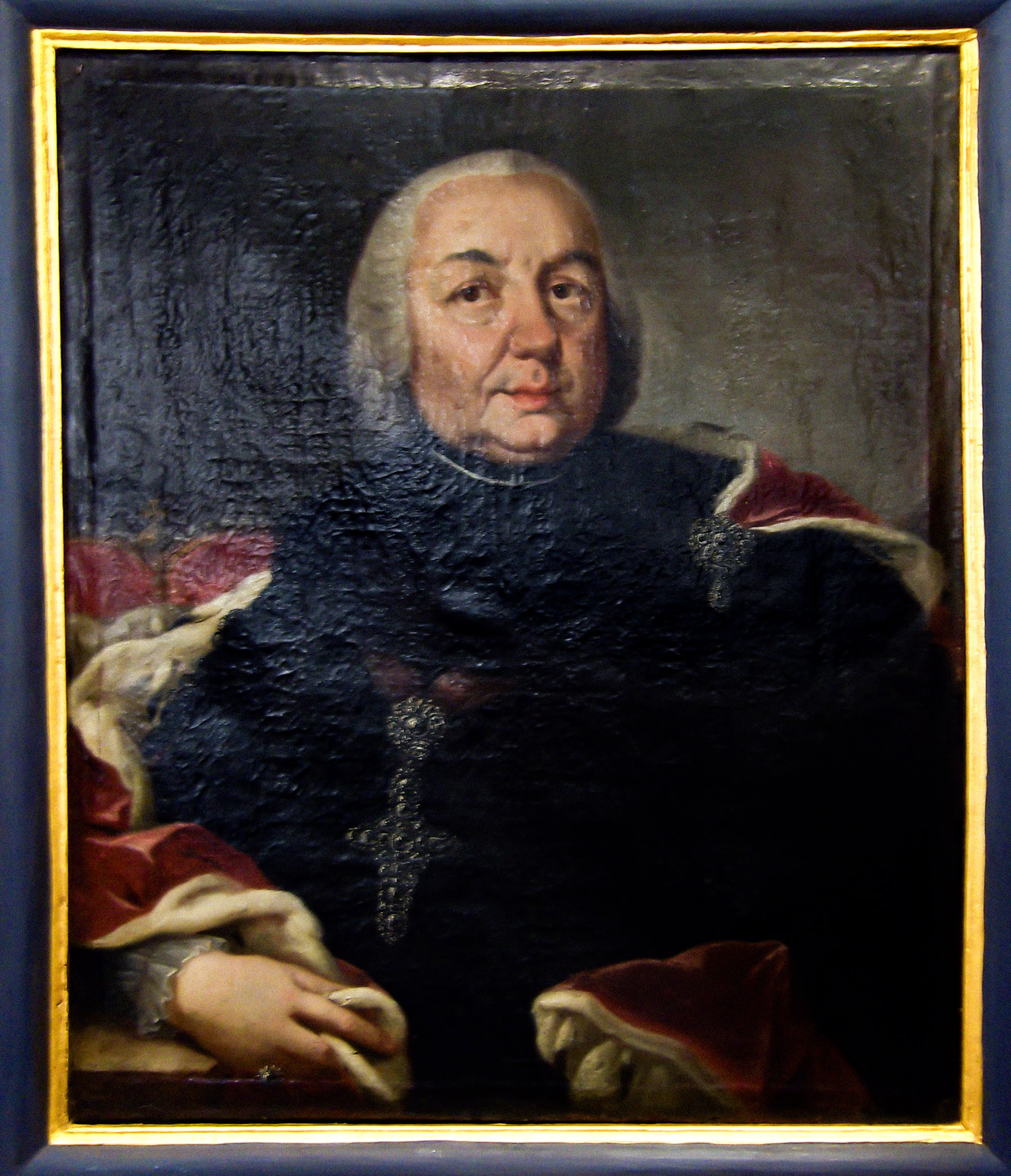
Adalbert II. von Walderdorff (1697–1759), Fürstabt und Bischof von Fulda
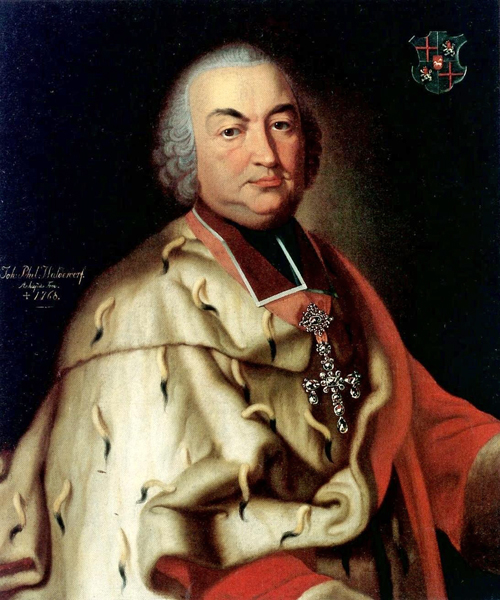
Johann IX. Philipp von Walderdorff (1701–1768), Erzbischof und Kurfürst von Trier, Fürstbischof von Worms
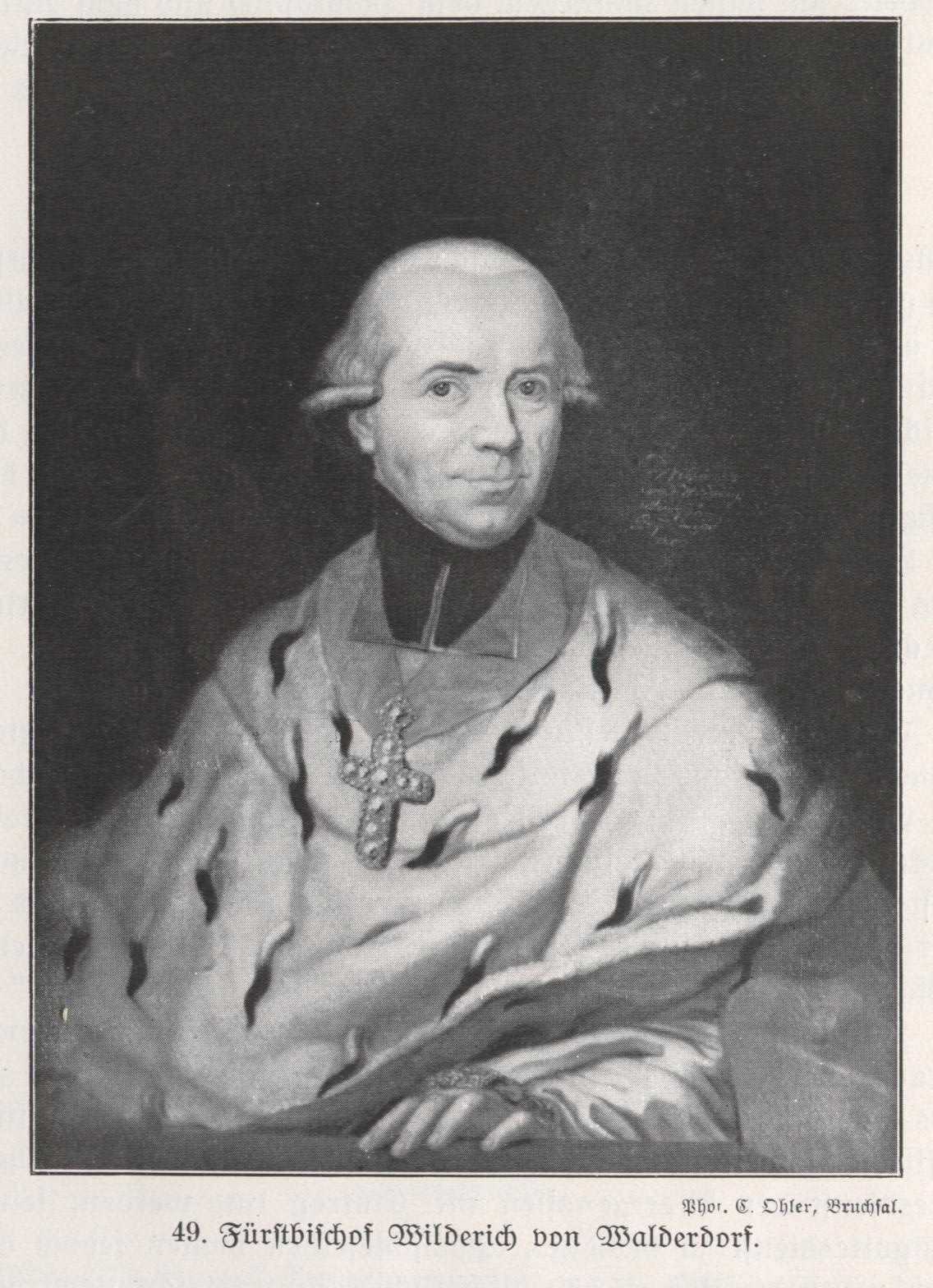
Philipp Franz Wilderich Nepomuk von Walderdorf (1739–1810), Fürstbischof von Speyer

### Linien und Persönlichkeiten
Die zwei Söhne Wilderichs III., Johann (* 1496; † 1570) und Philipp (* 1507; † 1556) waren die Begründer der beiden Hauptlinien der Familie. Johann von Walderdorff stiftete die ältere und Philipp von Walderdorff die jüngere Linie. Die ältere spaltete sich in drei Äste, erlosch aber 1702 vollständig. Die jüngere Linie, die eng an Kurtrier gebunden war und ihren Sitz zunächst in Limburg an der Lahn und ab 1657 in Molsberg hatte, besteht bis heute.
Ein Enkel des Stammvaters der jüngeren Linie, Johann Peter von Walderdorff (* 1575; † 1636) Herr zu Molsberg und Isenburg, heiratete Magdalena Freiin von Greiffenclau und Vollrath. Deren Nachkomme in dritter Generation, Lothar Wilhelm von Walderdorff (* 1705), starb 1752 als Kurmainzer Geheimrat und Oberst der Leibgarde. Aus seiner 1736 geschlossenen Ehe mit der Gräfin Anna Philippine Gräfin von Stadion zu Thannhausen († 1784) stammte Franz Philipp Graf von Walderdorff (* 1740; † 1828). Er war kaiserlicher und kurtrierscher Geheimrat und heiratete 1793 Mauritia Freiin von Freyberg-Hopferau (* 1770; † 1840). Sein Sohn Carl Wilderich (1799–1862) starb 1862 als herzoglich nassauischer Staatsminister und Staatsrat. Er war zweimal verheiratet, seit 1823 mit Mauritia Gräfin Beissel von Gymnich (* 1801; † 1851) und ab 1853 mit Mauritia Freiin von Dannenberg (* 1828; † 1912). Aus erster Ehe kam Graf Wilderich (* 1831), königlich bayerischer Kämmerer, der 1859 Ernestine Gräfin Erdödy von Monyorókék und Monoszló (* 1837) heiratete. Aus der Ehe kamen neben drei Töchtern ein Sohn, Franz Wilderich von Walderdorff (* 1862). Die Brüder Wilderichs waren die Grafen Eduard und Richard. Eduard von Walderdorff (* 1833) wurde kaiserlicher Kämmerer und Rittmeister. Er heiratete 1861 Julie Gräfin von Collalto und San Salvatore (* 1837). Sie hatten zwei Söhne und zwei Töchter. Sein Bruder Richard (* 1837) wurde kaiserlicher Kämmerer und Oberstleutnant. Er heiratete 1868 Wanda Gräfin Festetics von Tolna (* 1845).
Der Bruder des 1862 verstorbenen Grafen Carl Wilderich von Walderdorff, Eduard Graf von Walderdorff (* 1801), Herr auf Schloss Hauzenstein und Kürn bei Regensburg, wurde kaiserlicher Kämmerer. Er heiratete 1827 Leopoldine Gräfin von Oberndorff (* 1801; † 1851). Aus der Ehe kamen die beiden Söhne Hugo und Adolf. Hugo Graf von Walderdorff (* 1828) wurde kaiserlicher Kämmerer und Oberstleutnant. Er heiratete 1856 Amalie Gräfin Podstatzky-Liechtenstein (* 1827). Sie hatten drei Söhne und eine Tochter. Graf Adolf von Walderdorff (* 1835; † 1919), der zweite Sohn von Eduard und Bruder von Hugo, wurde königlich bayerischer Kämmerer und war von 1871 bis 1874 und von 1889 bis 1893 Mitglied des Deutschen Reichstags für das Zentrum.
Pius Wilderich von Walderdorff (* Schloss Klafterbrunn in Niederösterreich 6. Januar 1871, † Parsch bei Salzburg 31. Januar 1953), Sohn des Eduard Wilderich von Walderdorff, Kaiserlichen und Königlichen Kämmerers, nahm laut testamentarischer Verfügung seines Oheims Ludwig Freiherr von dem Bongart († Paffendorf 6. Mai 1878), unter Ablegung des eigenen Namens und Wappens mit österreichischer Genehmigung in Wien 23. Mai 1878 Namen und Wappen des rheinischen uradeligen freiherrlichen Geschlechts von dem Bongart, (Reichsfreiherrenstand 16. Dezember 1629) an. Unter diesem Namen besteht Pius’ Linie bis heute. Wappen (1878): In Rot ein silberner Sparren; auf dem Helm mit rot-silbernen Decken ein mit dem silbernen Sparren belegter armloser roter Mannesrumpf, dessen Haupt mit einem roten Band umwunden ist.
Im 19. Jahrhundert befand sich zeitweise Schloss Klafterbrunn bei Eschenau (Niederösterreich) im Familienbesitz. In der Oberpfalz sind zwei Güter im Landkreis Regensburg bis heute im Besitz der Grafen Walderdorff: Schloss Kürn seit 1826 und Schloss Hauzenstein seit 1830. 1985 wurde Schloss Höfling bei Regensburg durch Erbbaurecht vom Haus Thurn und Taxis übernommen.

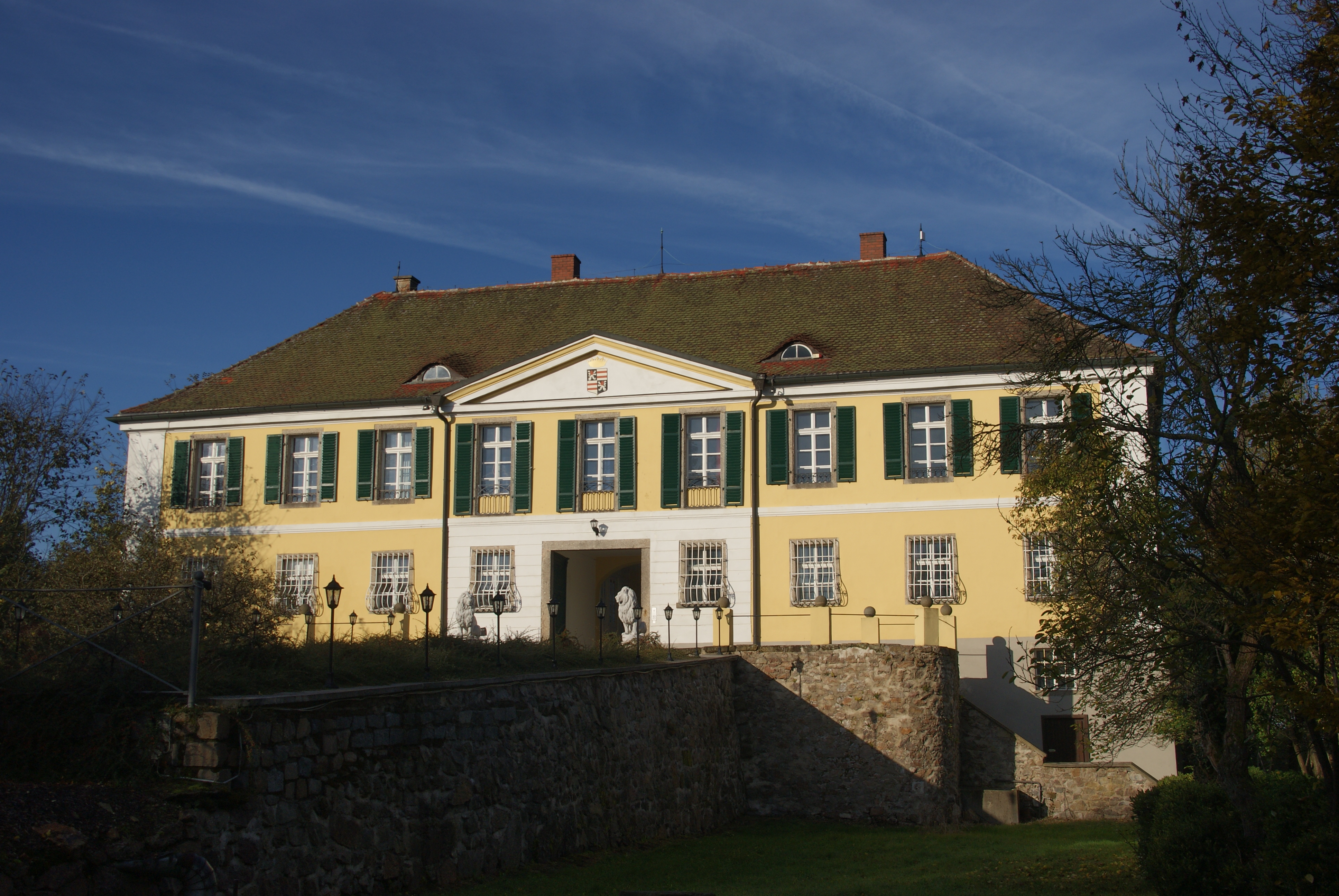
Schloss Kürn
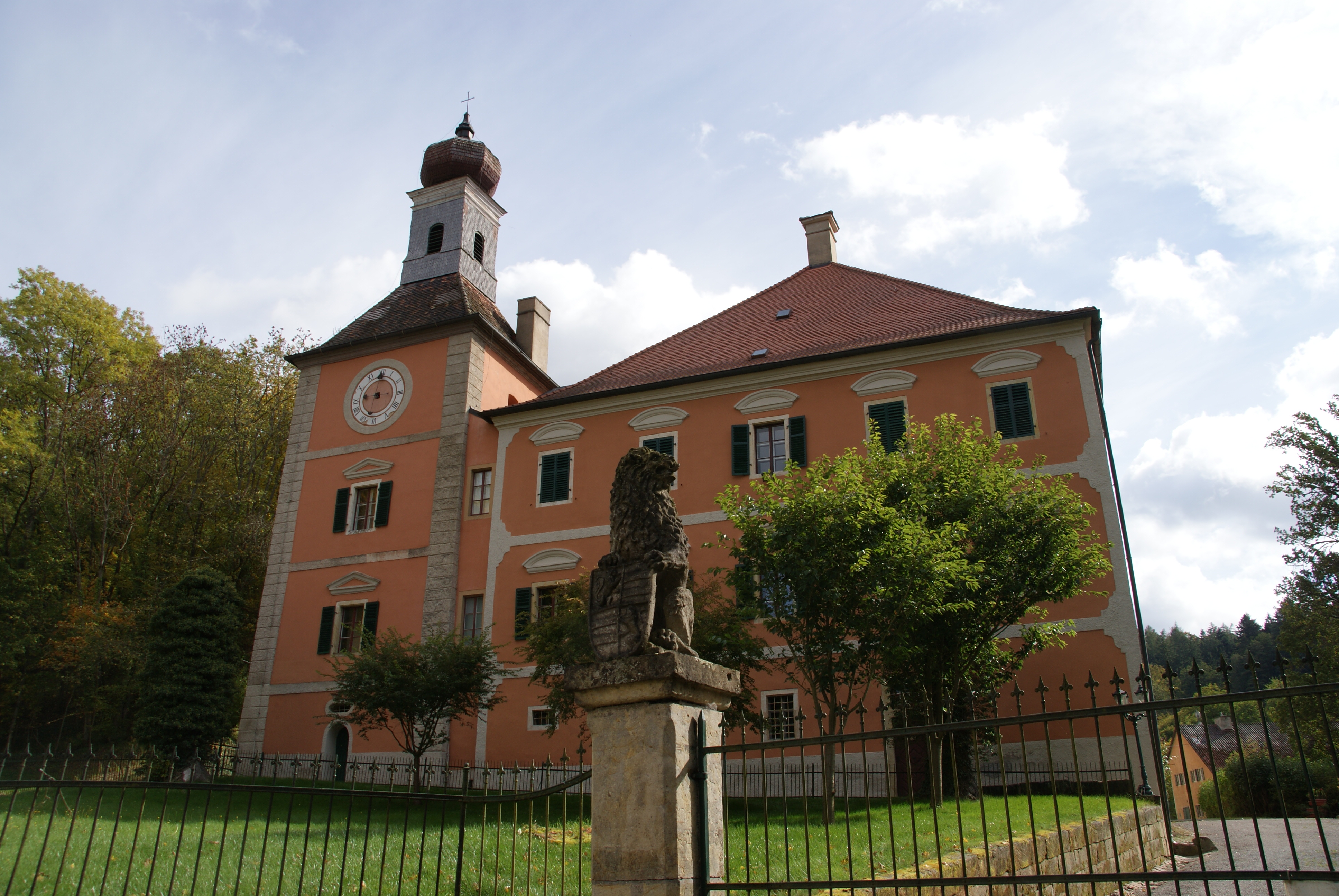
Schloss Hauzenstein
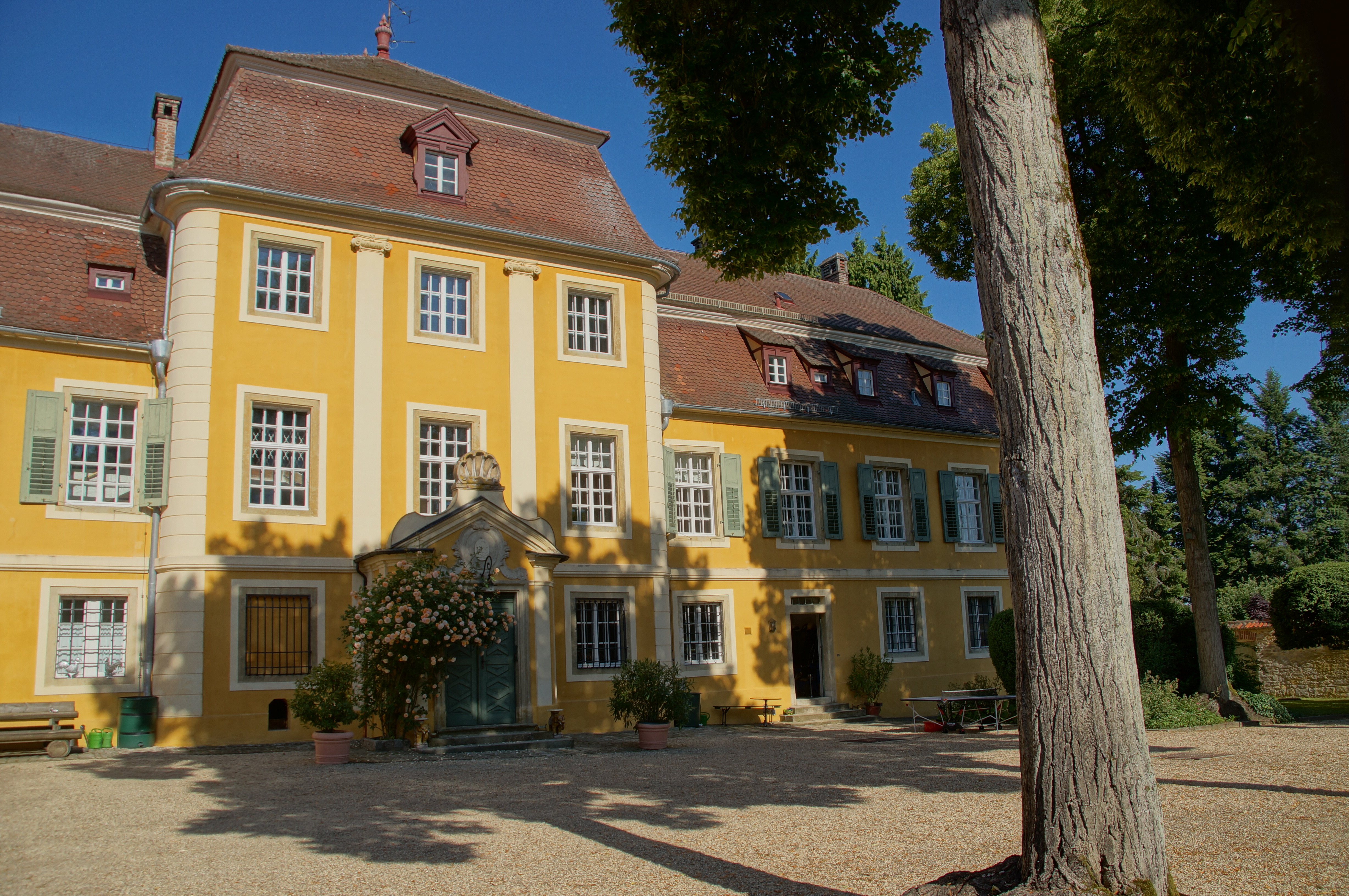
Schloss Höfling

### Standeserhebungen
Die Brüder Wilderich, kurfürstlich Mainzer Geheimrat, Reichsvizekanzler und späterer Bischof von Wien, Georg Friedrich auf Molsberg, Reichskammergerichtsassessor in Speyer, Johann Philipp, Domkapitular von Trier und späterer Domdechant zu Trier und Würzburg, und Emmerich von Walderdorff, Reichskammergerichtsassessor in Speyer und späterer Wirklicher Reichshofrat in Wien, erhielten am 8. Juli 1660 zu Graz bzw. am 1. September 1663 zu Wien den Reichsfreiherrenstand mit der Anrede Wohlgeboren und Großem Palatinat.
Johann Philipp Freiherr von Walderdorff, Domdechant und Propst von St. Simeon in Trier, Koadjutor des Erzstifts und späterer Kurfürst von Trier, wurde am 12. August 1754 zu Wien für seine Person (ad person) in den Reichsfürstenstand als Freiherr von Walderdorff und Fürst von Prüm erhoben.
Den Reichsgrafenstand mit der Anrede Hoch- und Wohlgeboren erhielten am 20. Januar 1767 zu Wien die Brüder und Freiherren Wilderich, Propst von St. Simeon in Trier und späterer Fürstbischof von Speyer, Franz Philipp, Domkapitular zu Mainz und nachmaliger kaiserlicher und kurfürstlich trierscher Geheimrat, Friedrich Christoph, späterer fürstbischöflich Bamberger Geheimrat, Hofkammerpräsident und Rektor der Universität Bamberg, und Carl Anton von Walderdorff, späterer kaiserlicher Kämmerer, kurfürstlich trierscher Oberamtmann zu Montabaur und Erbkämmerer des Hochstifts Fulda.
Eine Eintragung bei der Grafenklasse der Adelsmatrikel im Königreich Bayern erfolgte am 23. Dezember 1830 für Eduard Graf von Walderdorff auf Haunzenstein und Kürn, kaiserlicher Kämmerer, sowie am 16. Juli 1872 für seine Neffen, die Brüder Wilderich auf Molsberg, kaiserlicher Kämmerer, Eduard auf Klafterbrunn in Niederösterreich, kaiserlicher Kämmerer, und Richard Graf von Walderdorff auf Neuroth bei Salz im Westerwald, kaiserlicher Kämmerer und Oberleutnant der Reserve.

## Wappen

### Stammwappen
Das Stammwappen zeigt in Schwarz einen gold gekrönten, von Rot über Silber geteilten Löwen. Auf dem Helm mit schwarz-silbernen Decken ein offener, je mit dem einwärts gekehrten Löwen belegter schwarzer Flug.

### Gräfliches Wappen
Das reichsgräfliche Wappen, verliehen 1767, ist geviert und hat zwei Helme. 1 und 4 das Stammwappen, 2 und 3 in Silber zwei rote Balken (für Nieder-Isenburg). Rechts der Stammhelm, auf dem linken mit rot-silbernen Helmdecken ein offener, je mit zwei roten Balken belegter silberner Flug. Als Schildhalter zwei widersehende goldgekrönte, von Rot und Silber geteilte Löwen.

## Bekannte Namensträger

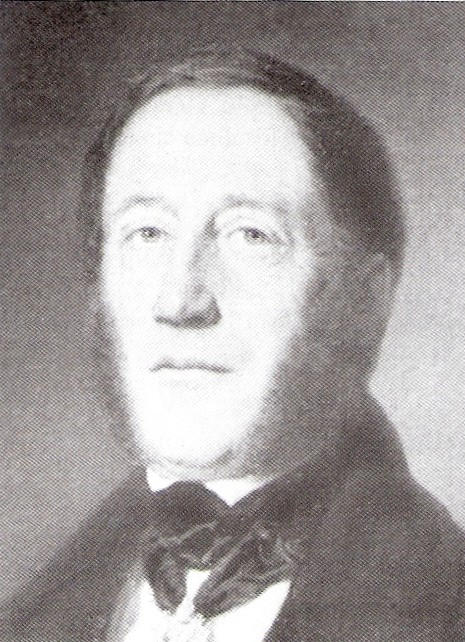
Carl Wilderich Graf von Walderdorff (1799–1862), Staatsminister des Herzogtums Nassau

- Wilderich von Walderdorff (* 1617; † 1680), Erzbischof von Wien
- Adalbert II. von Walderdorff (* 1697; † 1759), Fürstbischof von Fulda
- Johann IX. Philipp von Walderdorff (* 1701; † 1768), Erzbischof und Kurfürst von Trier
- Philipp Franz Wilderich Nepomuk von Walderdorf (* 1739; † 1810), Fürstbischof von Speyer
- Carl Wilderich von Walderdorff (* 1799; † 1862), Staatsminister des Herzogtums Nassau
- Friedrich Christoph Johann Nepomuk Lothar Wilhelm Wilderich von Walderdorff (* 1744; † 1818), rector magnificus der Universität und Hofkammerpräsident in Bamberg
- Hugo Graf von Walderdorff (* 1828; † 1918), Guts- und Schlossbesitzer. Weithin bekannt geworden nach 1869 als Historiker und Verfasser des ersten Buches zur Geschichte von Gebäuden in Regensburg
- Adolf von Walderdorff (* 1835; † 1919), Rittergutsbesitzer und Reichstagsabgeordneter
- Christian Graf von Walderdorff (* 1968), Koch und Restaurantbesitzer